# Karalarbahşiş, Anamur
Karalarbahşiş là một xã thuộc huyện Anamur, tỉnh Mersin, Thổ Nhĩ Kỳ. Dân số thời điểm năm 2011 là 1.228 người.